# Sébastien Leclerc
Sébastien Leclerc o Le Clerc (Metz, 26 settembre 1637 – Parigi, 25 ottobre 1714) è stato un pittore, incisore e ingegnere militare francese.

## Biografia
Sébastien Le Clerc ricevette le prime lezioni di disegno dal padre, l'orafo Laurent Leclerc (1590-1695); inoltre, fin da piccolo mostrò un forte interesse per la matematica, spingendosi fino allo studio della geometria e della prospettiva. Molto presto il giovane acquarellista si cimentò nell'incisione. I suoi primi tentativi furono accolti favorevolmente nella sua città natale, sebbene vi siano discordanze tra gli studiosi rispetto alla storiografia. Secondo Charles-Antoine Jombert, Le Clerc incise una prima veduta della città nel 1650, mentre Maxime Préaud afferma che essa venne realizzata nel 1660 e non nel 1650. La qualità della stampa, superiore rispetto ad alcune incisioni presumibilmente prodotte successivamente, avalla tale ipotesi. Si può perciò affermare con maggiore certezza che i primi lavori di Le Clerc furono i Quatre écrans ronds nel 1654 e la Vie de saint Benoît, in trentotto pezzi, nel 1658.
Nonostante l'accoglienza incoraggiante, Sébastien Le Clerc non riuscì a resistere alla sua inclinazione per lo studio delle scienze e si fece assumere come ingegnere geografo presso il maresciallo De la Ferté. Durante questo periodo, elaborò diversi progetti per la costruzione di fortezze nella regione di Messin. Tuttavia, venendo a conoscenza del fatto che uno dei suoi disegni era stato presentato al re come opera altrui, non riuscì a sopportare tale affronto e rinunciò all'incarico. Malgrado questa battuta d'arresto, egli desiderava ancora perfezionare le sue capacità di ingegnere militare, e decise per tanto di recarsi a Parigi, dove si sarebbe trovato più a suo agio e avrebbe potuto studiare al meglio.
Le Clerc giunse nella capitale intorno al 1665, con le raccomandazioni del pittore Charles Le Brun che, dopo avergli fatto fare alcuni disegni e aver visto le sue incisioni, ne intuì la predisposizione artistica e gli consigliò di abbandonare le scienze per dedicarsi esclusivamente al disegno e all'incisione. Sébastien Le Clerc seguì il consiglio del pittore, decidendo da quel giorno in poi in modo irrevocabile di dedicarsi esclusivamente alla pittura.
Protetto da un artista di così alto rango qual era Le Brun, Sébastien Le Clerc non ebbe difficoltà a ottenere commissioni: i librai si affrettavano ad affidargli l'incisione delle stampe che avrebbero decorato i loro libri. La sua reputazione cresceva di giorno in giorno e ben presto Colbert stesso volle legarsi a lui. Verso il 1672 Colbert gli offrì un alloggio ai Gobelins ed una pensione di 600 scudi, con la condizione di dedicare il suo talento esclusivamente al servizio del re.
Nel 1672, alla morte del cancelliere Pierre Séguier, Le Brun venne incarcato di progettare il catafalco per l'occasione. Il maestro scelse Le Clerc per l'incisione, e fu talmente soddisfatto del lavoro del suo pupillo decise di presentarlo all'Académie royale de peinture et de sculpture, che accettò Le Clerc all'unanimità il 16 agosto 1672. Fu fra gli artisti più prolifici del tempo, con 3 412 opere interamente di sua mano. Come riconoscimento dei suoi primi studi, egli fu subito nominato professore di geometria e prospettiva. Con questa ammissione, l'Académie acquisì un insegnante colto, e Sébastien Leclerc sancisce la sua fortuna.
Il 21 novembre 1673 sposò Charlotte-Jeanne, figlia di un tintore del re, Josse Van den Kerckoven - originario di Audenarde - tintore del re ai Gobelins. Da questo matrimonio nacquero diciotto figli, di cui solo uno, Jacques-Sébastien Leclerc (1734 – 17 maggio 1785), noto come Leclerc des Gobelins, si affermò nella pittura. Egli insegnò all'accademia ed è noto come pittore di scene mitologiche e di genere. Pubblicò Galerie des Modes et Costumes Français in cinque volumi. La vendita del suo gabinetto nel 1764 mise in circolazione un gran numero di disegni e stampe provenienti dal patrimonio paterno.
Vedendo crescere la propria famiglia così come la sua reputazione, rinunciò alla pensione di 1.800 livres che percepiva lavorando ai Gobelins, dove era obbligato a lavorare esclusivamente per il re, riacquisendo così la sua libertà. Da quel momento in poi lavorò su un numero considerevole di incisioni, non vi era libro famoso che non fosse ornato da un'incisione di Sébastien Leclerc: le vignette e i frontespizi di tutte le orazioni funebri erano da lui disegnati e incisi, i libri di pietà e i romanzi dell'epoca erano costellati dalle sue incisioni.
Nel 1684, Sébastien Le Clerc incise una lastra curiosa dal punto di vista della storia dell'arte. Mentre Le Brun era a capo della fabbrica di Gobelins, era consuetudine innalzare ogni anno un albero di maggio in suo onore. Sébastien Le Clerc incise una rappresentazione di questa cerimonia, in cui mostra il momento in cui l'immenso albero, decorato con emblemi lusinghieri per Le Brun, viene innalzato; sotto, mostra i festeggiamenti che accompagnano la cerimonia. Questa solennità, di cui pochi storici parlano, ha trovato in Le Clerc uno specchio fedele e un cronista curioso.
È a partire dal 1691 che appare nei registri contabili dei Bâtiments du Roi, la sovrintendenza dei fabbricati reali. Questo elemento testimonia il suo coinvolgimento nelle alte sfere delle commissioni reali, poiché è menzionato “per la cura e la guida […] dell'Accademia Gobelin”. Successivamente, nel 1693, ottenne l'ufficio di incisore ordinario del re in seguito alla morte di Claude Mellan.
Il cardinale Filippo Antonio Gualterio, nunzio apostolico, lo insignì del rango di cavaliere romano nel 1706 in seguito al potere conferitogli da papa Clemente XI.
Nel 1710, Sébastien Le Clerc temette di perdere per un momento la vista; fu obbligato perciò a sospendere temporaneamente il suo lavoro che riprese di lì a poco, ma solo per pochi anni. Morì dopo aver ultimato il Trattato di Architettura, coronamento della sua carriera e fulcro di tutti i suoi studi.

## Produzione Artistica
L'arguzia e il talento compositivo di Sébastien Le Clerc ne fanno uno dei principali artisti del XVII secolo, e la sua fecondità creativa ed artistica sono impareggiabili. Il suo catalogo, compilato da Charles-Antoine Jombert, comprende 3.412 pezzi, quasi tutti di sua mano. Una notevole intelligenza, una delicatezza nell'incidere i disegni più piccoli, una certa sontuosità nel trattare i soggetti più grandiosi e fastosi: sono queste le principali qualità che gli vengono attribuite. Nonostante una certa monotonia e talvolta una disomogeneità nelle tavole destinate a decorare lo stesso libro - attribuibili al grande numero di tavole prodotte -, Sébastien Le Clerc può essere annoverato tra gli incisori più abili accanto a Jaques Callot, Abraham Bosse e Pierre Brebiette.
Il suo talento di disegnatore era tale che veniva ingaggiato per progetti su una grande varietà di temi: iconografia religiosa, mitologia e allegorie, scene storiche, ritratti, illustrazioni scientifiche, scene di vita sociale, modelli per ornamenti.
In termini di tecniche, privilegia l'uso dell'acquaforte e del bulino. La sua padronanza tecnica si traduce in opere che si distinguono per la meticolosità della resa e il rigore nella costruzione delle composizioni. Questi elementi contribuiscono a comprendere perché oggi sia considerato uno dei maggiori incisori dello stile promosso dalla politica artistica sotto il regno di Luigi XIV.

## Edizioni illustrate
Lungo il corso della sua carriera Le Clerc ha partecipato alla progettazione di alcune delle più importanti edizioni illustrate pubblicate nel XVII secolo.
- Claude-Oronce Fine de Brianville (abate di Claude-Oronce), Histoire sacrée en tableaux pour Monseigneur le Dauphin. Prima, seconda e terza parte, Parigi: Ch. de Sercy, 1670-1675, in-12°: illustrazioni sul Vecchio e Nuovo Testamento.
- Ovidio, Métamorphoses d'Ovide en rondeaux, imprimez et enrichis de figures par ordre de Sa Majestée, Parigi: Imprimerie royale, ed. Isaac de Benserade, 1676, in-4°: solo 31 illustrazioni sono state fornite da Sébastien Le Clerc, il resto da François Chauveau.[12]
- Cavalier Giovanni Battista Marino, L'Adone, poema eroico, Amsterdam: El-sevier; Parigi: Th. Jolly, 1678, in-32°.
- Charles Perrault, Le Labyrinthe de Versailles ou Description en prose des bosquets, avec l'explication de ses fables en vers par Isaac de Benserade, et leurs représentations en figures gravées par Seb. Le Clerc, Parigi: Imprimerie royale, 1677, in-8°.
- Charles-Alphonse du Fresnoy, L'Art de Peinture...Figures d'Académie pour aprendre à désiner, incise da S.L.C., ripubblicate nel 1673, Paris: N. Langlois, in-8°.
- Claude Perrault, Mémoires pour servir à l'histoire naturelle des animaux, par MM. de l'Académie royale des Sciences, Paris: Imprimerie Royale, 1671, in-fol.

## Opere e trattati

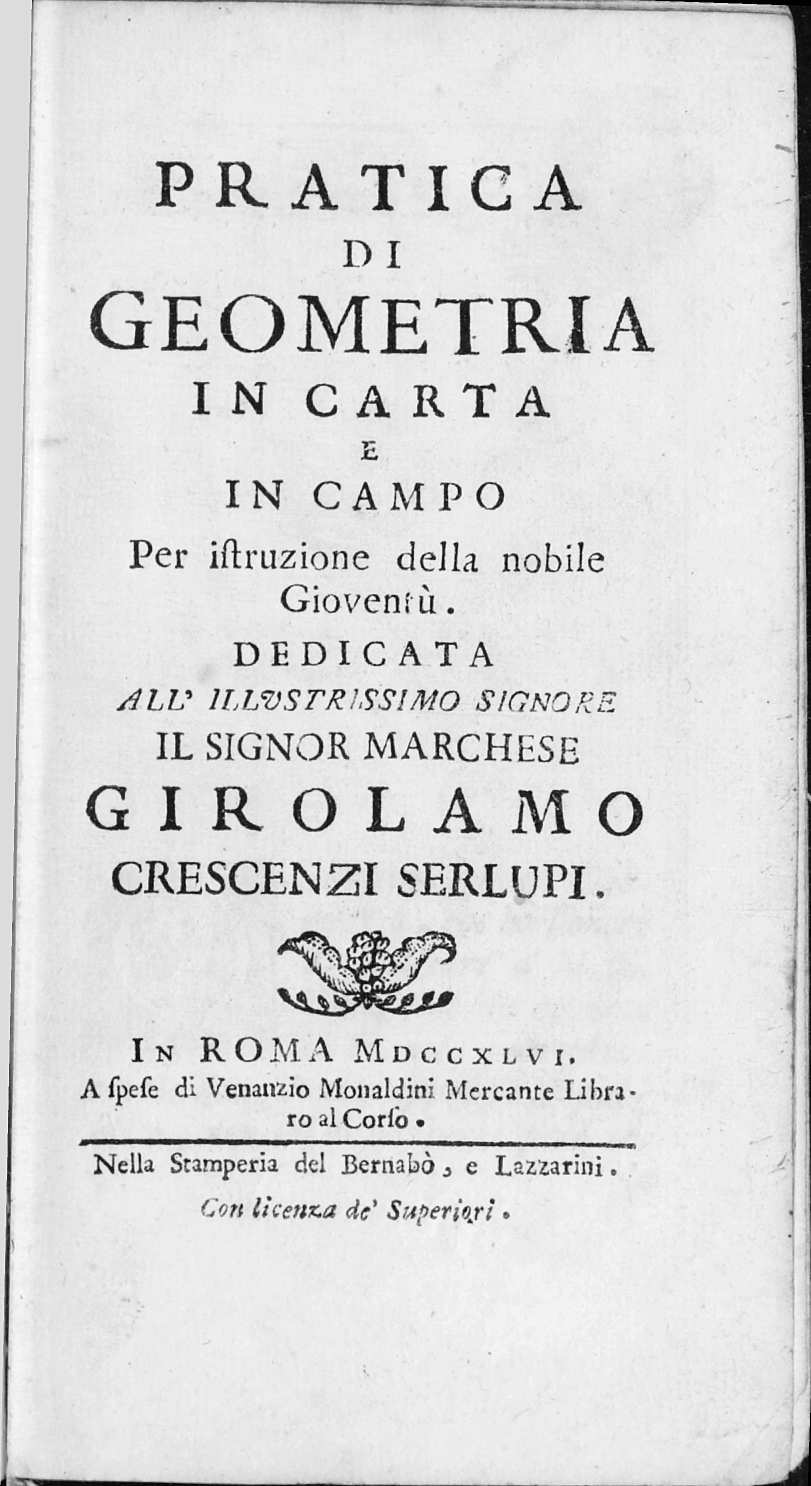
Pratica di geometria in carta e in campo, 1746

Appassionato di geometria e matematica, Sébastien Le Clerc ha pubblicato diverse opere sulla teoria artistica. Prima di intraprendere la carriera nel settore artistico, egli svolse per un certo periodo la professione di ingegnere, attività che influenzò notevolmente la sua pratica artistica. La sua produzione letteraria è ugualmente connessa alla sua attività di insegnante di geometria prospettica presso l'Académie royale de peinture et de sculpture e l'Académie des Gobelins. Inoltre, attraverso i suoi componimenti, Le Clerc partecipò alla politica di Colbert promuovendo l'Académie des Sciences, creata nel 1666.
Il suo inventario post-mortem cita numerosi libri di matematica, prospettiva e geometria. La sua formazione intellettuale lo portò a stretto contatto con gli studiosi contemporanei; tuttavia, l'analisi dei suoi scritti teorici rivela che, nonostante il suo interesse per questi campi, le sue competenze rimasero solo amatoriali. La maggior parte dei suoi scritti fu pubblicata nell'ultimo quarto della sua vita, un periodo nel quale la sua attività di incisore gli aveva garantito un certo agio e nel quale era perciò in grado di dedicarsi più liberamente ad attività di interesse personale.
- (FR) Pratique de la Géometries sur le papier et sur le terrain, Parigi, Jolly, Thomas, 1669.
  - (LA) Thesaurus geometriae practicae [Pratique de la géometrie], Londra, 1737.
  -  Pratica di geometria in carta e in campo. Per istruzione della nobile gioventù, Roma, Bernabò & Lazzarini, 1746.
- (FR) Principes de dessein, collana Divers habillemens des anciens grecs et romains, Vol. 2, Parigi, Audran, Gérard, graveur du roy, 1700.
- (FR) Nouveau Système du Monde, conforme a l'Ecriture Sainte, Parigi, Giffart, Pierre, 1706.
- (FR) Système de la vision fondé sur de nouveaux principes, Parigi, Delaulne, Florentin, 1712.
- (FR) Traité d'architecture : avec des remarques et des observations très utiles pour les jeunes gens, qui veulent s'appliquer à ce bel art, Parigi, Giffart, Pierre, 1714.
- (FR) Traité de géométrie théorique et pratique à l'usage des artistes, nouvelle éditionª ed., Parigi, Ch.ant. Jombert, 1764.

## Storiografia e posterità
Un primo catalogo ragionato delle stampe (3.412 pezzi) è stato redatto nel 1774 da Charles-Antoine Jombert: I Parte (1650-1684), II Parte (1684-1714).
Un catalogo più recente è stato redatto in due volumi da Maxime Préaud nell'ambito dell'Inventaire du fonds français de la Bibliothèque Nationale.
- (FR) Maxime Préaud, I, Sébastien Leclerc, collana Inventaire du fonds français, graveurs du XVIIe siècle., Tome 8., Bibliothèque nationale (France). Département des estampes et de la photographie, 1980, ISBN 2-7177-1524-X.
- (FR) Maxime Préaud, II, Sébastien Leclerc, collana Inventaire du fonds français, graveurs du XVIIe siècle., Tome 9, Bibliothèque nationale (France). Département des estampes et de la photographie, 1980, ISBN 2-7177-1525-8.